# Atherigona falkei
Atherigona falkei este o specie de muște din genul Atherigona, familia Muscidae, descrisă de Deeming în anul 1981.
Este endemică în Uganda. Conform Catalogue of Life specia Atherigona falkei nu are subspecii cunoscute.